# Eupithecia meritata
Eupithecia meritata là một loài bướm đêm trong họ Geometridae.